# Liste der Sieger bei PDC-Turnieren 2021
Die Liste der Sieger bei PDC-Turnieren 2021 listet zuerst alle Sieger bei den Major-Turnieren der Professional Darts Corporation auf. Im Weiteren werden die weiteren Turniersieger aufgelistet und Statistiken aufgezeigt.
←2020 2022→

## Turniersieger

### Major-Turniere
| Turnier                     | Sieger                        | Finalist                               | Ergebnis | Format  |
| --------------------------- | ----------------------------- | -------------------------------------- | -------- | ------- |
| Weltmeisterschaft           | Gerwyn Price                  | Gary Anderson                          | 7:3      | Sätze   |
| The Masters                 | Jonny Clayton                 | Mervyn King                            | 11:8     | Legs    |
| UK Open                     | James Wade                    | Luke Humphries                         | 11:5     | Legs    |
| Premier League              | Jonny Clayton                 | José de Sousa                          | 11:5     | Legs    |
| World Cup                   | Peter Wright & John Henderson | Mensur Suljović & Rowby-John Rodriguez | 3:1      | Matches |
| World Matchplay             | Peter Wright                  | Dimitri Van den Bergh                  | 18:9     | Legs    |
| World Series Finals         | Jonny Clayton                 | Dimitri Van den Bergh                  | 11:10    | Legs    |
| World Grand Prix            | Jonny Clayton                 | Gerwyn Price                           | 5:3      | Sätze   |
| European Championship       | Rob Cross                     | Michael van Gerwen                     | 11:8     | Legs    |
| Grand Slam                  | Gerwyn Price                  | Peter Wright                           | 16:8     | Legs    |
| Players Championship Finals | Peter Wright                  | Ryan Searle                            | 11:10    | Legs    |

### World Series
Alle Ergebnisse wurden im Legmodus ausgespielt.
| Turnier        | Sieger             | Finalist          | Ergebnis |
| -------------- | ------------------ | ----------------- | -------- |
| Nordic Masters | Michael van Gerwen | Fallon Sherrock 1 | 11:7     |

### European Tour
Alle Ergebnisse wurden im Legmodus ausgespielt.
| Turnier          | Sieger       | Finalist        | Ergebnis |
| ---------------- | ------------ | --------------- | -------- |
| Hungarian Trophy | Gerwyn Price | Michael Smith   | 8:2      |
| Gibraltar Trophy | Gerwyn Price | Mensur Suljović | 8:0      |

### Players Championships
Alle Ergebnisse wurden im Legmodus ausgespielt.
| Turnier                 | Sieger                | Finalist              | Ergebnis |
| ----------------------- | --------------------- | --------------------- | -------- |
| Players Championship 1  | Joe Cullen            | Jonny Clayton         | 8:7      |
| Players Championship 2  | Callan Rydz           | Jonny Clayton         | 8:7      |
| Players Championship 3  | Raymond van Barneveld | Joe Cullen            | 8:6      |
| Players Championship 4  | Jonny Clayton         | Damon Heta            | 8:6      |
| Players Championship 5  | Brendan Dolan         | Michael Smith         | 8:6      |
| Players Championship 6  | Gerwyn Price          | Luke Humphries        | 8:5      |
| Players Championship 7  | Jonny Clayton         | James Wade            | 8:5      |
| Players Championship 8  | Peter Wright          | Gerwyn Price          | 8:3      |
| Players Championship 9  | José de Sousa         | Luke Humphries        | 8:1      |
| Players Championship 10 | Michael Smith         | Ross Smith            | 8:5      |
| Players Championship 11 | Dirk van Duijvenbode  | Martijn Kleermaker    | 8:6      |
| Players Championship 12 | Dimitri Van den Bergh | Dirk van Duijvenbode  | 8:7      |
| Players Championship 13 | Joe Cullen            | Gerwyn Price          | 8:6      |
| Players Championship 14 | José de Sousa         | Michael van Gerwen    | 8:6      |
| Players Championship 15 | José de Sousa         | Ryan Searle           | 8:7      |
| Players Championship 16 | Peter Wright          | Luke Humphries        | 8:4      |
| Players Championship 17 | Stephen Bunting       | Dimitri Van den Bergh | 8:4      |
| Players Championship 18 | Chris Dobey           | José de Sousa         | 8:7      |
| Players Championship 19 | Ross Smith            | Brendan Dolan         | 8:4      |
| Players Championship 20 | Peter Wright          | Michael van Gerwen    | 8:2      |
| Players Championship 21 | Gerwyn Price          | Damon Heta            | 8:7      |
| Players Championship 22 | Ryan Searle           | Peter Wright          | 8:7      |
| Players Championship 23 | Peter Wright          | Jonny Clayton         | 8:7      |
| Players Championship 24 | Dimitri Van den Bergh | Adrian Lewis          | 8:5      |
| Players Championship 25 | Callan Rydz           | Gabriel Clemens       | 8:6      |
| Players Championship 26 | Rob Cross             | Ryan Searle           | 8:6      |
| Players Championship 27 | Michael Smith         | Ross Smith            | 8:6      |
| Players Championship 28 | Chris Dobey           | Ryan Searle           | 8:6      |
| Players Championship 29 | Michael van Gerwen    | Nathan Aspinall       | 8:5      |
| Players Championship 30 | Krzysztof Ratajski    | Joe Cullen            | 8:7      |

### Challenge Tour
An der Challenge Tour dürfen alle Spieler teilnehmen, die an der PDC Qualifying School teilgenommen haben, aber keine Tour Card gewinnen konnten.
Alle Ergebnisse wurden im Legmodus ausgespielt.
| Turnier             | Sieger               | Finalist          | Ergebnis |
| ------------------- | -------------------- | ----------------- | -------- |
| Challenge Tour EU1  | Matt Campbell        | Gino Vos          | 5:1      |
| Challenge Tour Eu2  | Kevin Doets          | Christian Kist    | 5:2      |
| Challenge Tour EU3  | Rowby-John Rodriguez | Toni Alcinas      | 5:2      |
| Challenge Tour EU4  | Steven Noster        | Richard Veenstra  | 5:3      |
| Challenge Tour EU5  | Matt Campbell        | Jitse van der Wal | 5:4      |
| Challenge Tour EU6  | Kenny Neyens         | Lukas Wenig       | 5:4      |
| Challenge Tour UK1  | Darren Beveridge     | Martin Thomas     | 5:2      |
| Challenge Tour UK2  | Jim Williams         | Adam Smith-Neale  | 5:4      |
| Challenge Tour UK3  | Jim McEwan           | Jim Williams      | 5:4      |
| Challenge Tour UK4  | Adam Smith-Neale     | Gavin Carlin      | 5:1      |
| Challenge Tour UK5  | Shaun McDonald       | Nathan Girvan     | 5:4      |
| Challenge Tour UK6  | Jamie Clark          | Ryan Palmer       | 5:3      |
| Challenge Tour EU7  | José Justicia        | Niko Springer     | 5:1      |
| Challenge Tour UK7  | Martin Thomas        | Shaun McDonald    | 5:2      |
| Challenge Tour EU8  | Toni Alcinas         | Jimmy Hendriks    | 5:0      |
| Challenge Tour UK8  | Matthew Dennant      | Darren Beveridge  | 5:4      |
| Challenge Tour EU9  | Steven Noster        | Jimmy Hendriks    | 5:2      |
| Challenge Tour UK9  | Reece Robinson       | Danny Lauby       | 5:4      |
| Challenge Tour EU10 | Sebastian Białecki   | Kevin Doets       | 5:4      |
| Challenge Tour UK10 | Nathan Rafferty      | Robert Rickwood   | 5:2      |
| Challenge Tour EU11 | Matt Campbell        | Wesley Plaisier   | 5:0      |
| Challenge Tour UK11 | James Richardson     | Jason Hogg        | 5:1      |
| Challenge Tour EU12 | Luc Peters           | Kevin Blomme      | 5:4      |
| Challenge Tour UK12 | Cameron Menzies      | Derek Coulson     | 5:0      |

### Development Tour
Auf der Development Tour dürfen Spieler zwischen 16 und 23 Jahren teilnehmen.
Alle Ergebnisse wurden im Legmodus ausgespielt.
| Turnier               | Sieger               | Finalist            | Ergebnis |
| --------------------- | -------------------- | ------------------- | -------- |
| Development Tour UK1  | Reece Kelly          | Dom Taylor          | 5:3      |
| Development Tour EU1  | Jurjen van der Velde | Bradly Roes         | 5:2      |
| Development Tour UK2  | Keelan Kay           | Dom Taylor          | 5:4      |
| Development Tour EU2  | Rusty-Jake Rodriguez | Jeroen Mioch        | 5:3      |
| Development Tour UK3  | Dom Taylor           | Jack Male           | 5:4      |
| Development Tour EU3  | Kevin Doets          | Mike van Duivenbode | 5:4      |
| Development Tour UK4  | Liam Neek            | Dom Taylor          | 5:3      |
| Development Tour EU4  | Niels Zonneveld      | Geert Nentjes       | 5:3      |
| Development Tour UK5  | Nathan Rafferty      | Daniel Perry        | 5:0      |
| Development Tour EU5  | Rusty-Jake Rodriguez | Niels Zonneveld     | 5:0      |
| Development Tour UK6  | Bradley Brooks       | Ted Evetts          | 5:2      |
| Development Tour EU6  | Rusty-Jake Rodriguez | Niko Springer       | 5:1      |
| Development Tour UK7  | Ted Evetts           | Nathan Rafferty     | 5:1      |
| Development Tour EU7  | Rusty-Jake Rodriguez | Fabian Schmutzler   | 5:3      |
| Development Tour UK8  | Bradley Brooks       | Jarred Cole         | 5:3      |
| Development Tour EU8  | Sebastian Białecki   | Geert Nentjes       | 5:4      |
| Development Tour UK9  | Keelan Kay           | Killian Heffernan   | 5:4      |
| Development Tour EU9  | Rusty-Jake Rodriguez | Niko Springer       | 5:1      |
| Development Tour UK10 | Reece Colley         | Lewis Pride         | 5:2      |
| Development Tour EU10 | Fabian Schmutzler    | Marcel Gerdon       | 5:2      |
| Development Tour UK11 | Nathan Rafferty      | Ted Evetts          | 5:4      |
| Development Tour EU11 | Fabian Schmutzler    | Adam Gawlas         | 5:2      |
| Development Tour UK12 | Bradley Brooks       | Keelan Kay          | 5:1      |
| Development Tour EU12 | Niko Kurz            | Dominik Grüllich    | 5:4      |

### Qualifikationen zur Weltmeisterschaft
Um die Internationalität des Wettbewerbs und Spieler aus Länder mit weniger Dartskultur und Frauen zu fördern, werden diversen Qualifikationsturniere für die World Darts Championship ausgetragen.
Alle Ergebnisse wurden im Legmodus ausgespielt.
| Turnier                                | Sieger           | Zweitplatzierter | Drittplatzierter |
| -------------------------------------- | ---------------- | ---------------- | ---------------- |
| CDC Continental Cup                    | Jeff Smith       |                  |                  |
| DPA Satellite Tour Finals              | Raymond Smith    |                  |                  |
| Japanischer Qualifier                  | Yuki Yamada      | Toyokazu Shibata |                  |
| Nordische- & Baltische Tour            | Madars Razma     | Daniel Larsson   |                  |
| China Premier League                   | Wen Lihao 1      |                  |                  |
| Bester Kanadier (CDC Pro Tour)         | John Norman      |                  |                  |
| Bester US-Amerikaner (CDC Pro Tour)    | Danny Lauby      |                  |                  |
| Philippinischer Qualifier              | Lourence Ilagan  |                  |                  |
| Hong Kong-Qualifier                    | Royden Lam       |                  |                  |
| Singapurischer Qualifier               | Paul Lim         |                  |                  |
| Afrikanischer Qualifier                | Charles Losper 2 |                  |                  |
| Eurasische Tour                        | Boris Kolzow     |                  |                  |
| Zentral- & Südamerikanischer Qualifier | Diogo Portela    |                  |                  |
| Neuseeländischer Vertreter             | Ben Robb         |                  |                  |
| Ozeanische Meisterschaft               | Ky Smith         |                  |                  |
| Indischer Qualifier                    | Nitin Kumar      |                  |                  |
| Women’s Series                         | Fallon Sherrock  | Lisa Ashton      |                  |
| PDC Europe Super League                | Martin Schindler |                  |                  |
| Südwesteuropäischer Qualifier          | Juan Rodríguez 3 |                  |                  |
| Osteuropäischer Qualifier              | Roman Benecký    |                  |                  |
| Südosteuropäischer Qualifier           | John Michael     |                  |                  |
| Westeuropäischer Qualifier             | Chris Landman    |                  |                  |
| PDC-Jugendweltmeisterschaft            | Ted Evetts 4     |                  |                  |
| Tour Card Holder Qualifier             | James Wilson     | Boris Krčmar     | Nick Kenny       |

## Statistiken

### Sieger und Finalisten nach Nationalität
Die Qualifikationsturniere zur Weltmeisterschaft sind hier nicht eingerechnet. Die Anzahl der Finale stehen in Klammern.
| Turnierart           | AUS   | BEL   | GER   | ENG     | IRL   | CAN   | NED   | NIR   | AUT   | POL   | POR   | SCO   | ESP   | CZE   | USA   | WAL   |
| -------------------- | ----- | ----- | ----- | ------- | ----- | ----- | ----- | ----- | ----- | ----- | ----- | ----- | ----- | ----- | ----- | ----- |
| Majorturnier         | 0     | 0 (2) | 0     | 2 (5)   | 0     | 0     | 0 (1) | 0     | 0 (1) | 0     | 0 (1) | 3 (5) | 0     | 0     | 0     | 6 (7) |
| World Series         | 0     | 0     | 0     | 0 (1)   | 0     | 0     | 1 (1) | 0     | 0     | 0     | 0     | 0     | 0     | 0     | 0     | 0     |
| European Tour        | 0     | 0     | 0     | 0 (1)   | 0     | 0     | 0     | 0     | 0 (1) | 0     | 0     | 0     | 0     | 0     | 0     | 2 (2) |
| Players Championship | 0 (2) | 2 (3) | 0 (1) | 15 (29) | 0     | 0     | 3 (7) | 1 (2) | 0     | 1 (1) | 3 (4) | 4 (5) | 0     | 0     | 0     | 3 (8) |
| Challenge Tour       | 0     | 1 (2) | 2 (4) | 4 (7)   | 0     | 3 (3) | 2 (9) | 1 (2) | 1 (1) | 1 (1) | 0     | 5 (9) | 2 (3) | 0     | 0 (1) | 2 (5) |
| Development Tour     | 0     | 0     | 3 (8) | 9 (15)  | 0 (1) | 0     | 3 (9) | 2 (3) | 5 (5) | 1 (1) | 0     | 0     | 0     | 0 (1) | 0     | 1 (1) |

### Errungenschaften

#### Persönliche Errungenschaften
- Erster Weltmeistertitel: Gerwyn Price
- Erstes Weltmeisterschaftsfinale: Gerwyn Price
- Erster Majortitel: John Henderson
- Erstes Majorfinale: John Henderson, Luke Humphries, Ryan Searle, Rowby-John Rodriguez
- Erstes World Series-Finale: Fallon Sherrock
- Erster Players Championship-Titel: Dimitri Van den Bergh, Chris Dobey, Callan Rydz, Ross Smith, Dirk van Duijvenbode
- Erstes Players Championship-Finale: Callan Rydz, Ross Smith, Dirk van Duijvenbode, Luke Humphries, Martijn Kleermaker

#### Nationale Errungenschaften
- Erster PDC-Weltmeister:  Wales
- Erster PDC-Weltmeisterschaftsfinalist:  Wales
- Erster Challenge Tour-Sieger:  Kanada
- Erster Challenge Tour-Finalist:  Kanada,  Vereinigte Staaten
- Erster Development Tour-Sieger:  Polen
- Erster Development Tour-Finalist:  Polen,  Tschechien

### Majorturniere
| Spieler               | Siege | Finalniederlagen |
| --------------------- | ----- | ---------------- |
| Jonny Clayton         | 4     | 0                |
| Peter Wright          | 3     | 1                |
| Gerwyn Price          | 2     | 1                |
| Rob Cross             | 1     | 0                |
| John Henderson        | 1     | 0                |
| James Wade            | 1     | 0                |
| Dimitri Van den Bergh | 0     | 2                |
| Gary Anderson         | 0     | 1                |
| Michael van Gerwen    | 0     | 1                |
| Luke Humphries        | 0     | 1                |
| Mervyn King           | 0     | 1                |
| Rowby-John Rodriguez  | 0     | 1                |
| Ryan Searle           | 0     | 1                |
| José de Sousa         | 0     | 1                |
| Mensur Suljović       | 0     | 1                |

### World Series
| Spieler            | Siege | Finalniederlagen |
| ------------------ | ----- | ---------------- |
| Michael van Gerwen | 1     | 0                |
| Fallon Sherrock    | 0     | 1                |

### European Tour
| Spieler         | Siege | Finalniederlagen |
| --------------- | ----- | ---------------- |
| Gerwyn Price    | 2     | 0                |
| Michael Smith   | 0     | 1                |
| Mensur Suljović | 0     | 1                |

### Players Championship
| Spieler               | Siege | Finalniederlagen |
| --------------------- | ----- | ---------------- |
| Peter Wright          | 4     | 1                |
| José de Sousa         | 3     | 1                |
| Joe Cullen            | 2     | 2                |
| Gerwyn Price          | 2     | 2                |
| Dimitri Van den Bergh | 2     | 1                |
| Michael Smith         | 2     | 1                |
| Chris Dobey           | 2     | 0                |
| Callan Rydz           | 2     | 0                |
| Jonny Clayton         | 1     | 3                |
| Ryan Searle           | 1     | 3                |
| Michael van Gerwen    | 1     | 2                |
| Ross Smith            | 1     | 2                |
| Brendan Dolan         | 1     | 1                |
| Dirk van Duijvenbode  | 1     | 1                |
| Raymond van Barneveld | 1     | 0                |
| Stephen Bunting       | 1     | 0                |
| Rob Cross             | 1     | 0                |
| Krzysztof Ratajski    | 1     | 0                |
| Luke Humphries        | 0     | 3                |
| Damon Heta            | 0     | 2                |
| Nathan Aspinall       | 0     | 1                |
| Gabriel Clemens       | 0     | 1                |
| Martijn Kleermaker    | 0     | 1                |
| Adrian Lewis          | 0     | 1                |
| James Wade            | 0     | 1                |

### Challenge Tour
| Spieler              | Siege | Finalniederlagen |
| -------------------- | ----- | ---------------- |
| Matt Campbell        | 3     | 0                |
| Steven Noster        | 2     | 0                |
| Toni Alcinas         | 1     | 1                |
| Darren Beveridge     | 1     | 1                |
| Kevin Doets          | 1     | 1                |
| Shaun McDonald       | 1     | 1                |
| Adam Smith-Neale     | 1     | 1                |
| Martin Thomas        | 1     | 1                |
| Jim Williams         | 1     | 1                |
| Sebastian Białecki   | 1     | 0                |
| Jamie Clark          | 1     | 0                |
| Matthew Dennant      | 1     | 0                |
| Jim McEwan           | 1     | 0                |
| José Justicia        | 1     | 0                |
| Cameron Menzies      | 1     | 0                |
| Kenny Neyens         | 1     | 0                |
| Luc Peters           | 1     | 0                |
| Nathan Rafferty      | 1     | 0                |
| James Richardson     | 1     | 0                |
| Reece Robinson       | 1     | 0                |
| Rowby-John Rodriguez | 1     | 0                |
| Jimmy Hendriks       | 0     | 2                |
| Kevin Blomme         | 0     | 1                |
| Gavin Carlin         | 0     | 1                |
| Derek Coulson        | 0     | 1                |
| Nathan Girvan        | 0     | 1                |
| Jason Hogg           | 0     | 1                |
| Christian Kist       | 0     | 1                |
| Danny Lauby          | 0     | 1                |
| Ryan Palmer          | 0     | 1                |
| Wesley Plaisier      | 0     | 1                |
| Robert Rickwood      | 0     | 1                |
| Niko Springer        | 0     | 1                |
| Richard Veenstra     | 0     | 1                |
| Gino Vos             | 0     | 1                |
| Jitse van der Wal    | 0     | 1                |
| Lukas Wenig          | 0     | 1                |

### Development Tour
| Spieler              | Siege | Finalniederlagen |
| -------------------- | ----- | ---------------- |
| Rusty-Jake Rodriguez | 5     | 0                |
| Bradley Brooks       | 3     | 0                |
| Keelan Kay           | 2     | 1                |
| Nathan Rafferty      | 2     | 1                |
| Fabian Schmutzler    | 2     | 1                |
| Dom Taylor           | 1     | 3                |
| Ted Evetts           | 1     | 2                |
| Niels Zonneveld      | 1     | 1                |
| Sebastian Białecki   | 1     | 0                |
| Reece Colley         | 1     | 0                |
| Kevin Doets          | 1     | 0                |
| Reece Kelly          | 1     | 0                |
| Niko Kurz            | 1     | 0                |
| Liam Neek            | 1     | 0                |
| Jurjen van der Velde | 1     | 0                |
| Geert Nentjes        | 0     | 2                |
| Niko Springer        | 0     | 2                |
| Jarred Cole          | 0     | 1                |
| Mike van Duivenbode  | 0     | 1                |
| Adam Gawlas          | 0     | 1                |
| Marcel Gerdon        | 0     | 1                |
| Dominik Grüllich     | 0     | 1                |
| Killian Heffernan    | 0     | 1                |
| Jack Male            | 0     | 1                |
| Jeroen Mioch         | 0     | 1                |
| Daniel Perry         | 0     | 1                |
| Lewis Pride          | 0     | 1                |
| Bradly Roes          | 0     | 1                |